# 哈該書
《哈該書》或譯《哈蓋》（希伯來語：ספר חַגַּי），是旧约圣经的第37本书，十二小先知書中的第十卷。这本书的作者是哈该，他生活在巴比伦灭亡后的时代，在他作先知的時候，犹太人已經返回故乡重建耶路撒冷和耶和华上帝的第二圣殿。經文寫了耶和華對付被擄歸回的人，以建造祂的殿。舊的在巴比伦攻陷耶路撒冷的时候被毁。

## 关于作者
“哈該”這個名字的意思是“在節日中誕生”，這也許表示他是在節期中出生的。他的身分是預言者及“耶和華的使者”。哈該是第十位所謂的“小”先知。在猶太人於公元前537年返回故土後，他是在國內服務的三位預言者中的第一位。其餘兩位是撒迦利亞和瑪拉基。
根據猶太人的傳統，合理的見解是哈該生於巴比倫，然後跟隨所羅巴伯及大祭司約書亞一起返回耶路撒冷。哈該與預言者撒迦利亞並肩工作，以斯拉記5:1及6:14透露這兩位預言者一同勉勵被擄歸回的人恢復重建聖殿的工作。他在兩方面履行身為耶和華的預言者的職責，一方面勸勉猶太人要向上帝履行他們的責任，同時又説預言，包括預告上帝會震動萬國。（哈该书2:6-7）

## 背景
公元前587年，巴比倫大軍攻陷耶路撒冷，猶大王國淪亡，百姓被擄，聖殿（第一聖殿）被毀。公元前539年，巴比倫被波斯所滅。波斯王塞鲁士（和合本譯名，又譯為居魯士二世）建立波斯帝國後，所採用的政治和宗教政策一反巴比倫的作風。他頒令准許被擄至巴比倫的民族回歸故土，又讓他們把被擄的神像一併帶返建廟供奉。
在公元前537年，居魯士下了聖旨容許猶太人返回故土重建耶和華的殿。但到了公元前520年，聖殿的落成仍遙遙無期。在這些歲月裏，猶太人讓仇敵的反對、個人的冷淡和物質主義阻礙他們，以致未能實踐他們返回故土的目的。
記載表明，在公元前536年，聖殿的根基尚未奠好，“那地的民，就在猶大人建造的時候，使他們的手發軟，擾亂他們；⋯⋯賄買謀士，要敗壞他們的謀算。”（以斯拉记4:4-5）在公元前522年，這些非猶太籍的反對者終於獲得成功，政府下令禁止工程進行。於是，哈該在波斯王大流士·希斯塔斯普作王的次年，即公元前520年，開始説預言，鼓勵猶太人恢復建殿的工作。鄰省的總督就此事向大流士王參奏，請王定奪。大流士重申居魯士的詔令，吩咐猶太人無須理會敵人的反對，繼續建殿的工程。

## 真确性和地位
哈該的預言是希伯來文聖經正典的一部分，猶太人對此絶無疑問。進一步的證據見於以斯拉記5:1，經文談及哈該“奉以色列上帝的名”説預言。以斯拉記6:14也有同樣的記載。保羅的話證明哈該的預言確實是「上帝所感示的聖經」的一部分，他在希伯來書12:26引述預言者的話：“但如今他應許説：‘再一次我不單要震動地，還要震動天。’”（哈该书2:6）
在歷史上，當時是一段非常重要的時期，哈該的工作證明對人民大有造益。他勇於承擔預言者的工作，向猶太人發言時絶不含糊其詞。他率直地告訴他們不要再拖延，要專心工作。他們若想從耶和華的手上安享繁榮，現在便要把握時間重建耶和華的殿，把純真的崇拜恢復過來。哈該所傳信息的主旨便是：人若想蒙耶和華賜福，便必須事奉真實的上帝，並切實遵行耶和華的一切命令。

## 本書大綱
哈該的預言包括在一段112日的期間發出的四個信息。哈該的文章風格簡樸、率直，尤值一提的是他多次强調耶和華的名。在全書的38節經文裏，他一共提及耶和華的名達35次之多，其中有14次見於“萬軍之耶和華”這個片語中。他毫不含糊地表明自己的信息是來自耶和華的：“耶和華的使者哈該奉耶和華差遣對百姓説：‘耶和華説：我與你們同在。’”
1. 第一個信息：呼籲全民繼續重建聖殿之工（1:1-15）
2. 第二個信息：預言重建聖殿的榮耀（2:1-9）
3. 第三個信息：善行不能抵銷忽略建殿之罪（2:10-19）
4. 第四個信息：有關所羅巴伯的預言（2:20-23）

## 主要内容

### 第一個信息
（覆盖哈该书1:1-15）。這個信息是向省長所羅巴伯和大祭司約書亞發出的，但百姓也在場聆聽。百姓説：“建造耶和華殿的時候尚未來到。”耶和華通過哈該提出一個發人深省的問題：“這殿仍然荒涼，你們自己還住天花板的房屋嗎？”（哈该书1:2-4）他們在物質上多多撒種，但在飲食和衣物上的收益卻很少。耶和華勸勉説：“你們要省察自己的行為。”（哈该书1:7）這是他們把木料取來建造聖殿，使耶和華得到榮耀的時候了。猶太人只顧裝修料理自己的房屋，卻任令耶和華的殿廢棄荒涼。因此，耶和華使天不降甘露，地也不出土産，人手的一切勞碌均得不着上帝的祝福。
他們終於覺悟！哈該説預言的努力並沒有白費。衆首領和百姓“都聽從耶和華的話”。他們畏懼耶和華而不再懼怕人。耶和華藉他的使者哈該提出保證説：“我與你們同在。”（哈该书1:12-13）耶和華親自激動猶大省長、大祭司、和他百姓的餘民的心。在哈該開始説預言的23日之後，他們不顧波斯政府的禁令，展開了建殿的工程。

### 第二個信息
（覆盖哈该书2:1-9）。在建殿工程恢復不及一個月之後，哈該發出第二個受上帝感示的信息。這個信息是向所羅巴伯、約書亞及餘下的百姓發出的。顯然有些從外地重返故土的猶太人曾見過所羅門興建的聖殿，他們覺得眼前這間殿實在望塵莫及。但萬軍之耶和華怎樣説呢？“你們都當剛强做工，因為我與你們同在。”（哈该书2:4）耶和華提醒他們，他曾跟他們立約，並囑咐他們不要懼怕。祂强化他們，並且應許祂必震動萬國，萬國的珍寶必紛紛運來，祂必藉此使祂的殿滿了榮耀。這殿後來的榮耀必大過先前的榮耀，在這地方他必賜平安。

### 第三個信息
（覆盖哈该书2:10-19）。過了兩個月零三日，哈該向祭司發言。他用比喻向他們闡明信息的要點。祭司若拿過聖肉，然後觸摸别的食物，這會使食物成聖嗎？答案是：“不算為聖。”若有人觸摸不潔之物，例如死屍，觸摸的人算為污穢嗎？答案是：“必算污穢。”然後哈該把比喻的意義講解出來。當地的百姓由於忽略了純真崇拜而被視為污穢。無論他們向耶和華上帝獻上什麼，都必算為污穢。由於這緣故，耶和華不祝福他們的勞力，更以炎熱、霉爛和冰雹攻擊他們。他們應當幡然悔悟，這樣，耶和華就必賜福給他們。

### 第四個信息
（覆盖哈该书2:20-23）。哈該在宣告第三個信息的同一天也向所羅巴伯發出第四個信息。耶和華再次談及“震動天地”，但這次更進一步表明祂必傾覆列國。上帝必除滅列邦的勢力，“各人被弟兄的刀所殺。”（哈该书2：21-22）最後，哈該向所羅巴伯提出保證，他必蒙耶和華悦納，於是結束了他的預言。

## 基督新教觀點

### 仰赖上帝
耶和華通過哈該所傳達的四個信息對當時的猶太人有很大造益。他們受到鼓勵要努力工作，結果以四年半的時間將聖殿重建起來，藉此促進以色列國的純真崇拜。耶和華祝福他們的熱心活動。在以色列人重建聖殿期間，波斯王大流士審查典籍，證實了居魯士所頒布的命令，因此工程得以在國王的支持下順利完成。
哈該書对当前的日子也含有適用的明智勸告。其中一點是，這本書强調人需要把對上帝的崇拜置於個人的利益之先。它也有力地表明，自私只會對自己不利；追求物質是徒然的，只有耶和華所賜的福分和平安才使人富足。它也强調事奉上帝這件事本身並不能使人就此成為潔淨，反之必須保持純潔、全心全意，絶不可因不潔的行為受到污染。這本書表明上帝的僕人不可懷有悲觀的態度，只是回顧以往的“好時光”；相反，他們要向前瞻望，審察自己的行為以求榮耀耶和華。這樣耶和華便會與他們同在。
猶太人一旦開始忙於建造聖殿的工作，他們便受上帝恩待而繁榮起來。障礙消失了。工作很快便得以完成。無畏、熱心地從事耶和華的活動必然會帶來獎賞。不論難題是實際的抑或想像的，只要表現勇敢的信心，就必定能加以克服。聽從“耶和華的話”必定帶來好結果。（哈該书1:1）

### 预言
關於耶和華會“震動天地”的預言，使徒保羅在以下一段話解釋哈該書2:6的意義，説：“但如今上帝應許説：‘再一次我不單要震動地，還要震動天。’這‘再一次’的話，是指明被震動的，就是受造之物都要挪去，使那不被震動的常存。所以我們既得了不能震動的國，就當感恩，照上帝所喜悦的，用虔誠、敬畏的心事奉上帝。因為我們的上帝乃是烈火。”哈該表明，震動的目的是要“傾覆列國的寶座，除滅列邦的勢力”。（哈该书2:21-22）保羅引用這個預言，但同時指出上帝的王國乃是“不能震動的國”。我們既懷有王國的希望，讓我們都“剛强做工”，對上帝作神聖的服務。在耶和華傾覆地上的列國之前，有些寶貴的東西會從其中出來而得以生還：“我必震動萬國；萬國的珍寶必都運來，我就使這殿滿了榮耀，這是萬軍之耶和華説的。”（哈该书2:4-7）

### 閱讀聖經
- 哈該書（页面存档备份，存于）
- 哈该书（页面存档备份，存于）